# Circumpolair

Animatie van de circumpolaire sterrenbeelden

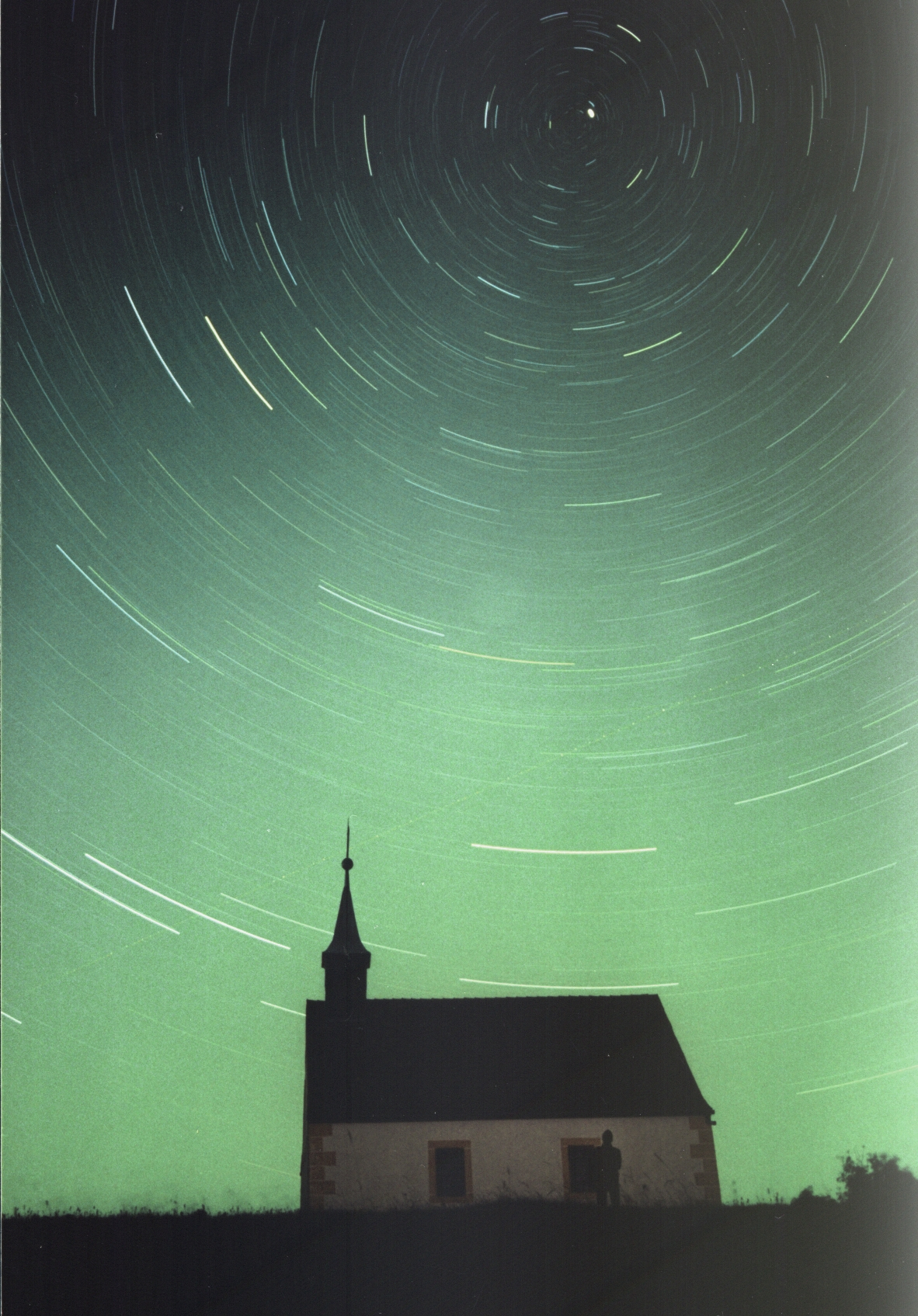
Op deze foto, die 45 minuten belicht is, zijn de sterbanen te zien, met Polaris in het middelpunt. Ehrenbürg (49°42′ noorderbreedte), 2001

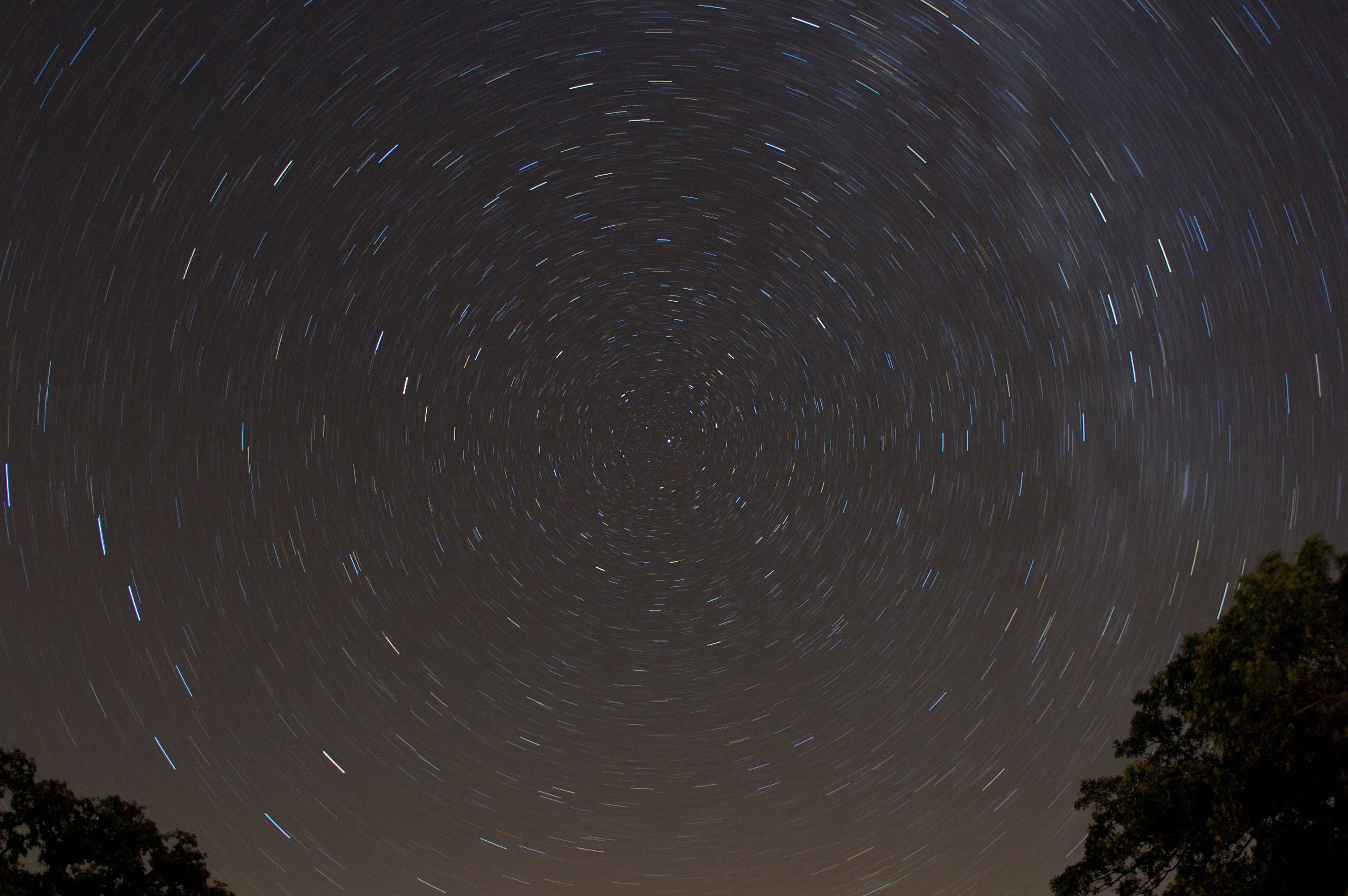
Belichting 15 minuten.
Sisseton (45°40′ noorderbreedte), 2009

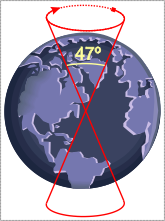
Precessie

Sterren en sterrenbeelden die het gehele jaar zichtbaar zijn aan de hemel noemt men circumpolair. Weliswaar worden sterren overdag overstraald door de zon, maar het gaat erom dat hun min of meer dagelijkse banen helemaal boven de horizon liggen. Normaal heeft het begrip circumpolair betrekking op de Aarde, maar een ster kan ook circumpolair zijn ten opzichte van een waarnemer op een ander hemellichaam. Of een object circumpolair is, hangt af van de breedtegraad van de waarnemer.
Een sterrenbeeld  of nevel kan op het laagste punt van zijn baan gedeeltelijk achter de horizon schuilgaan. Zo'n object wordt gedeeltelijk circumpolair genoemd. Ten opzichte van de Benelux is bijvoorbeeld Andromeda deels circumpolair.

## Principe
Omdat de aarde dagelijks om haar as wentelt, lijkt elke ster en elk sterrenbeeld in een siderische dag of sterrendag (iets minder dan 24 uur) een cirkelvormige baan aan de hemel te beschrijven, en bij sommige sterren ligt een deel van die cirkel beneden de horizon. Maar omdat de aardas nagenoeg gericht is op de poolster, zullen de sterren die daar in de buurt staan nooit ondergaan of opkomen. Omdat zij een volledig zichtbare cirkel beschrijven rond de hemelpool, noemt men deze sterren circumpolair, in tegenstelling tot sterren die men in het oosten ziet opgaan en in het westen ondergaan, zoals de sterrenbeelden van de dierenriem. Sterrenbeelden en sternevels kunnen deels circumpolair zijn, omdat ze zichtbare afmetingen hebben. Sterren worden gewoonlijk beschouwd als puntvormige lichtbronnen en zijn dan helemaal cicumpolair of helemaal niet.
De grootte van het circumpolaire gebied is afhankelijk van de plaats op aarde (of op een andere planeet) waar men zich bevindt: vanaf de evenaar kan de hemelpool niet worden gezien. Alle sterren komen daar op en gaan weer onder. De beide hemelpolen liggen daar namelijk op de horizon. Op de polen is de hele zichtbare hemelkoepel circumpolair.
Ten zuiden van de evenaar zullen sterrenbeelden rond de zuidelijke hemelpool circumpolair zijn.

### Tegenhanger
Sterrenbeelden die op een bepaalde breedte circumpolair zijn zullen op de gelijke breedte op het andere halfrond nooit boven de horizon uitkomen. Het gebied aan de hemel dat op een bepaalde plek nooit te zien is is even groot als het circumpolaire gebied.

## Berekening
Wie weet op welke breedtegraad hij zich bevindt, kan de grens eenvoudig bepalen: men trekt van 90 (graden) de geografische breedte van de waarnemer af. Sterren met een declinatie groter dan het gevonden getal zijn circumpolair. Sterren die op het andere halfrond op dezelfde breedte circumpolair zijn, komen op de plaats van de waarnemer nooit boven de horizon. 

## Veranderende circumpolariteit
Op hoge breedtes, boven de poolcirkel, gaat de zon in een gedeelte van het jaar niet onder, dus men zou de zon daar 's zomers als circumpolair kunnen beschouwen, maar normaal gesproken heeft de term geen betrekking op de zon, gezien vanaf de aarde. Voor alle andere sterren hangt het niet van het seizoen af of ze circumpolair zijn. Wel verandert de stand van de aardas en van de aarde sterk ten opzichte van de sterren, in een cyclus van een kleine 26 000 jaar. Door deze precessie verandert de declinatie van alle sterren en worden dus andere sterren circumpolair. Andere bewegingen van de aarde, zoals de nutatie, zijn veel kleiner en hebben nauwelijks invloed.

## Circumpolair in de Benelux

### Geheel circumpolair
In Nederland en België zijn de volgende sterren en sterrenbeelden circumpolair: 
- Cassiopeia
- Cepheus
- Giraffe
- Kleine Beer met de Poolster

### Gedeeltelijk circumpolair
De volgende sterrenbeelden zijn gedeeltelijk circumpolair (op 52° noorderbreedte):
- Andromeda
- Draak
- Grote Beer
- Hagedis
- Hercules
- Kleine Leeuw (zeer klein deel)
- Lier met Wega
- Lynx
- Noorderkroon (zeer klein deel)
- Ossenhoeder
- Perseus
- Voerman
- Zwaan